# SP Open
SP Open, označovaný také jako São Paulo Open či WTA 250 SP Open, je profesionální tenisový turnaj žen hraný v brazilské megapoli São Paulu. Založen byl v roce 2025. Na okruhu WTA Tour se zařadil do kategorie WTA 250. Dějištěm se staly tenisové dvorce s tvrdým povrchem ve státním parku Villa-Lobos, ležícím v západní městské čtvrti Alto de Pinheiros. V zářijovém termínu kalendáře nahradil monastirský Jasmin Open. Událost okruhu WTA se do São Paula vrátila poprvé od roku 2000, a do Brazílie prvně od sezóny 2016, kdy skončily ženské turnaje Rio Open s Brasil Tennis Cupem.

## Historie
SP Open získal turnajovou licenci v kategorii WTA 250 minimálně pro ročníky 2025–2027. Její vlastníci z investiční skupiny Mubadala a globální sportovní agentury IMG nahradili  monastirské dějiště brazilským, aby podpořili ženský tenis v Jižní Americe, kde spatřovali potenciál růstu tenisu. Licenci na pořádání pronajali agentuře IMM. Rovněž plánovali vyvinout aktivitu v získání licence pro vyšší kategorii WTA 500. Nově vystavěný centrkurt měl mít kapacitu 2,7 tisíce díváků. Na program dvouhry byly zařazeny večerní utkání.
Při založení v roce 2025 byl SP Open jediným brazilským turnajem na okruhu WTA Tour. Do dvouhry nastupuje třicet dva singlistek a čtyřhry se účastní šestnáct dvojic.

## Přehled finále

### Dvouhra
| Rok  | vítězka | finalistka | výsledek |
| ---- | ------- | ---------- | -------- |
| 2025 |         |            |          |

### Čtyřhra
| Rok  | vítězky | finalistky | výsledek |
| ---- | ------- | ---------- | -------- |
| 2025 |         |            |          |